# سوزان إريشسن
سوزان إريشسن (بالألمانية: Susanne Erichsen)‏ هي مصممة أزياء وعارضة ألمانية، ولدت في 30 ديسمبر 1925 في برلين شتجليتز في ألمانيا، وتوفيت في 13 يناير 2002 في برلين في ألمانيا.